# 林其笼
林其笼（?—?），文昌县水北都人，清朝政治人物。同进士出身。
乾隆十年（1745年），登乙丑科进士，授福建永安知县。